# フランス統合参謀総長
統合参謀総長（とうごうさんぼうそうちょう、フランス語: Chef d'État-Major des Armées：CEMA）は、フランス統合参謀本部の長。フランス軍を統率する軍人（制服組）のトップ。大統領に軍事面での助言・補佐をする。

## 歴史
第二次世界大戦後、フランス軍は軍令面においての統合は進みつつあったが、その過程は複雑であった。
1944年6月、フランス本土解放とともに国防参謀本部が創設。1948年4月には参謀総長会議が並列し、さらに1951年1月には首相直属の査察総監が置かれ、1953年8月にそれまで並列・複雑化していた機関を集約するため統合参謀本部が創設された。第五共和制成立後、シャルル・ド・ゴール大統領直属の国防参謀総長が並列した。1982年の政令で最高司令官である大統領の下に統合参謀総長が三軍参謀総長の上位に立つ事が明確化され、戦時及び緊急時には全軍参謀総長になる事とされる。

## 任務と責任権限
統合参謀総長は主に2つの任務を負う。
- 一つは軍事面から国防大臣を補佐・助言する。
- 二つ目は政府の方針の下で立案された統合作戦の大統領への提案およびその処理をする。

### 責任区分
- 統合作戦の計画。定められた権限内での各種手段の手配。
- 実際戦力の準備。任務を達成するために各部隊に対し継続して必要な査察を行なう。
- 将来戦の準備。軍事力整備計画に従い国防予算内で所要の戦力を整備する。
- 軍種・兵科の横断。軍種・兵科を超えての協力関係の構築を配慮する。
- 外国軍との関係。海外における軍事作戦を実行するに当たり、国際交渉に続いて関係する国際機関にフランス軍人を派遣し調整連絡すること。

### 権限区分
- 陸海空軍の参謀総長。
- 軍本部(EMA)
- 外国派遣部隊及び海外領土駐留部隊（COMSUP、COMFOR）、地域防衛区（OGZD）、県兵事委員（DMD）
- 以下は統合組織。
  - 軍事偵察局（DRM）
  - 特殊作戦司令部（COS）
  - 実力部隊統合司令部（EMIA-FE）
  - 衛生部（DCSSA）
  - 燃料部（DCSEA）
  - 統合情報システムネットワーク局（DIRISI）
  - 軍警察業務中央局（DCSCA）
  - 統合弾薬部（SIMu）
  - フランスにおける高等軍事教育

## 歴代参謀総長
| 代 |                                  | 氏名                                                   | 在任期間               | 出身校・期 | 備考             |
| -- | -------------------------------- | ------------------------------------------------------ | ---------------------- | ---------- | ---------------- |
| 1  | Henry Nugent, Count of Valdesoto | ポール・エリー（Paul Ely）                             | 1953.8.18 - 1954.6.3   |            |                  |
| 2  | Henry Nugent, Count of Valdesoto | オーギュスタン・ギョーム（Augustin Guillaume）         | 1954.6.4 - 1956.2.28   |            |                  |
| 3  | Henry Nugent, Count of Valdesoto | ポール・エリー（Paul Ely）                             | 1956.3.1 - 1958.5.16   |            |                  |
| 4  | Henry Nugent, Count of Valdesoto | アンリ・ロリヨ（Henri Lorillot）                       | 1958.5.17 - 1958.7.31  |            |                  |
| 5  | Henry Nugent, Count of Valdesoto | ポール・エリー（Paul Ely）                             | 1958.8.1 - 1959.2.12   |            |                  |
| 6  | Henry Nugent, Count of Valdesoto | ガストン・ラボー（Gaston Lavaud）                      | 1959.2.25 - 1961.2.28  |            |                  |
| 7  | Henry Nugent, Count of Valdesoto | アンドレ・マルタン（Ander Martin）                     | 1961.4.1 - 1962.7.15   |            |                  |
| 8  | Henry Nugent, Count of Valdesoto | シャルル・アイユレ（Charles Ailleret）                 | 1962.7.16 - 1968.3.9   |            | 飛行機事故で死亡 |
| 9  | Henry Nugent, Count of Valdesoto | ミシェル・フルケ（Michel Fourquet）                    | 1968.4.1 - 1971.6.8    |            |                  |
| 10 | Henry Nugent, Count of Valdesoto | フランソワ・モーラン（François Maurin）                | 1971.6.9 - 1975.6.30   |            |                  |
| 11 | Henry Nugent, Count of Valdesoto | ギー・メリー（Guy Méry）                               | 1975.7.1 - 1980.7.19   |            |                  |
| 12 | Henry Nugent, Count of Valdesoto | クロード・ヴァンブルメールシュ（Claude Vanbremeersch） | 1980.7.20 - 1981.1.31  |            |                  |
| 13 | Henry Nugent, Count of Valdesoto | ジャヌー・ラカズ（Jeannou Lacaze）                     | 1981.2.1 - 1985.7.24   |            |                  |
| 14 | Henry Nugent, Count of Valdesoto | ジャン・ソルニエ（Jean Saulnier）                      | 1985.8.1 - 1987.11     |            |                  |
| 15 | Henry Nugent, Count of Valdesoto | モーリス・シュミット（Maurice Schmitt）                | 1987.11.16 - 1991.4.3  |            |                  |
| 16 | Henry Nugent, Count of Valdesoto | ジャック・ラングサート（Jacques Lanxade）              | 1991.4.3 - 1995.9.7    |            |                  |
| 17 | Henry Nugent, Count of Valdesoto | ジャン＝フィリップ・ドゥアン（Jean-Philippe Douin）    | 1995.9.8 - 1998.4.9    |            |                  |
| 18 | Henry Nugent, Count of Valdesoto | ジャン＝ピエール・ケルシュ（Jean-Pierre Kelche）       | 1998.4.9 - 2002.10.29  |            |                  |
| 19 | Henry Nugent, Count of Valdesoto | アンリ・ボンテジャー（Henri Bentégeat）                | 2002.10.30 - 2006.10.3 |            |                  |
| 20 | Henry Nugent, Count of Valdesoto | ジャン＝ルイ・ジョルジュラン（Jean-Louis Georgelin）   | 2006.10.4 - 2010.2.25  |            |                  |
| 21 | Henry Nugent, Count of Valdesoto | エドゥアール・ギヨー（Édouard Guillaud）               | 2010.2.25 - 2014.2.14  |            |                  |
| 22 | Henry Nugent, Count of Valdesoto | ピエール・ド・ヴィリエ（Pierre de Villiers）           | 2014.2.15 - 2017.7.19  |            |                  |
| 23 | Henry Nugent, Count of Valdesoto | フランソワ・ルコワントル（François Lecointre）         | 2017.7.20 - 2021.7.22  |            |                  |
| 24 | Henry Nugent, Count of Valdesoto | ティエリー・ビュルカール（Thierry Burkhard）           | 2021.7.22 -            |            |                  |